# Deutsche Heereskarte Schweiz
Die Deutsche Heereskarte Schweiz (DHK Schweiz) ist ein Kartenwerk über die Schweiz, das im Zweiten Weltkrieg von der deutschen Wehrmacht durch das «OKH, GenStdH, Chef des Kriegskarten- und Vermessungswesens» als geheime Ausgabe herausgegeben wurde.
Sein Vorgänger war die «Sonderausgabe Schweiz».
Gemeinsam handelt es sich bei den Werken um das erste flächendeckende Kartenwerk der Schweiz im Massstab 1:25'000. Im Unterschied zur «Sonderausgabe Schweiz» verwendete die DHK nicht mehr Gauss-Krüger-Koordinaten, sondern das deutsche Heeresgitter.

## Kartierungsprogramm Schweiz
Das deutsche Kartierungsprogramm im Zweiten Weltkrieg umfasste nicht nur die eigentlichen Kriegsschauplätze, sondern auch unbeteiligte Staaten wie c.q. die Schweiz. Die «Siegfriedkarte» in den Massstäben 1:25'000 und 1:50'000 sowie die «Dufourkarte» im Massstab 1:100'000 bildeten die Vorlagen, nach denen die Kriegskarten der Schweiz hergestellt wurden. Auf deutscher Seite war eine Abteilung des Generalstabs für das Karten- und Vermessungswesen des Heeres verantwortlich. Ihr unterstellt war die Heeresplankammer, das Ausführungsorgan, welche die Karten in Druck gab. Für die Sonderausgabe – Bezeichnung des geheimen Kartenwerks bis 1942 – wurden jeweils vier Kartenblätter der «Siegfriedkarte» 1:25'000 zu einem Werk zusammengefasst, wobei sich die Gestaltung im Verlaufe der Zeit vereinheitlichte. Die Auflagen wurden ab 1942 gesamthaft mit dem Überbegriff Deutsche Heereskarten bezeichnet.

## Stand der schweizerischen Kartographie bei Kriegsausbruch
Der topografische Atlas der Schweiz, allseits auch als «Siegfriedkarte» bekannt, entstand auf Grundlage der Bundesgesetze 1868 über die Fortsetzung der topografischen Aufnahmen und deren Publikation. Er erschien dreifarbig: blau gefärbt für Gewässer und Gletscher, braun für Höhenkurven und schwarz für alle übrigen Kartenelemente wie Siedlungen, Fels, Wald. In den 20er-Jahren stellte die Behörde der Schweizerischen Landestopografie die Nachführung der «Siegfriedkarte» ein und legte den Fokus folglich auf die Neuaufnahme der Schweiz. Bedingt durch legislatorische Hindernisse wurde das Vorhaben jedoch ausgesetzt und stattdessen die «Siegfriedkarte» nachgeführt. Dies spiegelte sich teilweise auch in der Aktualität der Deutschen Heereskarten der Schweiz wider, da die Kartierungsgrundlagen trotz Nachtragungen nicht immer dem Stand der Zeit entsprachen. Angaben über verwendete Kartengrundlagen zeigen, dass die meisten benutzten Blätter zwischen zwei und zehn Jahre alt waren.
1935 erliess der Nationalrat die Weisung, neue Landeskarten in den Massstäben 1:25'000 bis 1:1 Mio. zu Wege zu bringen. Aufgrund der sich anbahnenden internationalen Krise erhielten militärische Bestrebungen aber Vorrang; im Blickpunkt stand nun die sogenannte Armeekarte im Massstab 1:50'000. Die ersten Blätter erschienen 1938 und deckten vor allem das Berner Oberland ab. Da sie vor dem Ausfuhrverbot von 1939 publiziert wurden, gelangten die Blätter auf legalem Wege in die Deutsche Kartensammlung. Von ihnen wurde – aus nicht erfindlichen Gründen – kartographisch kaum Gebrauch gemacht.

## Organisation des Kartenwesens im Deutschen Reich
Mit der Mobilmachung des Heeres 1939 erfolgte ebenfalls die Aufstellung der motorisierten Karten- und Vermessungseinheiten. Die Vermessungseinheiten wurden als Heerestruppen für die Armeen aufgestellt, die Oberbaustäbe erhielten Vermessungs- und Druckereizüge, die Kommandobehörden ihrer Armee-, Korps- oder Divisionskartenstellen. Sie hatten die Aufgabe, Vermessungen durchzuführen, Karten zu berichtigen und zu drucken sowie die Truppen mit topografischen Informationen auszustatten. Die Sonderausgaben resp. Truppenausgaben wurden von den Einheiten entweder selbst erstellt oder als «Beutekarten» in den Nachdruck gegeben.

## Sonderausgabe und Heereskarte

### Sonderausgabe
Die Blätter der Sonderausgabe umfassten entweder vier Blätter der Siegfriedkarte oder ein vergrössertes Blatt der Siegfriedkarte. Die Sonderausgabe war anders als die Siegfriedkarte nur zweifarbig zu finden: in blau und schwarz. Da zwei Farben ohne weitere Abstufung zu indifferent gewesen wären, kamen auch unterschiedliche Blau-Farbtöne zum Einsatz. So liess ein Farbton auf breite Seen und Flüsse schliessen, ein anderer kennzeichnete schmalere Flussläufe und Bäche. Auch das Koordinatengitter erfuhr eine Veränderung: Anstelle des Schweizer Gittersystems trat das Gauss-Krüger-Gitter.

### Heereskarte
Bei der Heeresplankammer in der Abteilung für Kriegskarten- und Vermessungswesen wurde am 8. Juli 1943 der Auftrag eingereicht, eine neue Version der Karte der Schweiz im Massstab 1:25'000 zu entwerfen. Grundsätzlich musste die Gitterveränderung bei 253 Blättern in Angriff genommen werden. Dabei sollte sich an die neuen Richtlinien der in den deutschen Heereskarten genannten Sonderausgaben gehalten werden. Es entstanden zwei differenzierbare Werke.
Innerhalb von nur vier Jahren wurden die Heereskarte und die schon erwähnte Sonderausgabe veröffentlicht. Dabei sind beide Ausgaben formal ohne Unterschied und variieren nur in der Aktualität. Mithilfe von Luftbildern konnte der Inhalt überarbeitet werden. Die Heereskarte soll insgesamt 254 Blätter beinhalten, und davon wurden bis heute 186 Blätter datiert. Bei einem allfälligen Einsatz der deutschen Wehrmacht hätten die «Sonderausgabe» und die «Heereskarte» nicht zusammen eingesetzt werden dürfen, da die gleichzeitige Verwendung zweier Koordinatensysteme grosse Gefahr der Verwechslung in sich führte.
Ein wesentlicher Unterschied zur Siegfriedkarte besteht darin, dass das Kartenwerk in einem einheitlichen Massstab 1:25'000 erschien. Die Siegfriedkarte stellte das Land in zweierlei Massstäben dar: das Mittelland, den Jura und das Tessin in 1:25'000, die Alpen in 1:50'000. Damit lässt sich festhalten, dass die erste flächendeckende und einheitliche Landeskarte der Schweiz im Deutschen Reich realisiert wurde.

## Kartographie und Machtpolitik
Es wäre wohl falsch zu behaupten, die deutschen Heereskarten seien eine Kompilation bestehender Kartenwerke der Schweiz gewesen. Dagegen sprechen sowohl die Vereinheitlichung des Kartenmassstabs als auch der aufwändige Ersatz des Schweizer Militärkoordinatensystems durch das deutsche Heeresgitter. Die Kriegsführung wäre wesentlich erschwert gewesen, wenn etwa kartographische Berechnungsgrundlagen an einzustellenden Schiesselementen nicht mit den technischen Rahmenbedingungen der Geschütze kompatibel gewesen wären (Gauss-Krüger-System und deutsche Heeresgitter). So verwundert es nicht, dass aus den Jahren 1939 bis 1945 rund 1'300'000'000 (Kriegs-)karten hervorgingen.

## Das «Canaris-Archiv»
Am Abend des 2. Mai 2000 ging das ZDF im Magazin Frontal der umstrittenen Frage nach, warum die Schweiz im Zweiten Weltkrieg verschont blieb. Im Rahmen der Sendung wird die Behauptung aufgestellt, Admiral Wilhelm Canaris, Chef der Deutschen Abwehr im Zweiten Weltkrieg, habe Aufklärungsergebnisse unterschlagen, um die Annexion der Schweiz zu verhindern. Im Wortlaut heisst es, Canaris habe die Details der Schweizerischen Landesverteidigung so gut gekannt «wie die Baupläne seines eigenen Hauses» und «die Schweiz wäre eine leichte Kriegsbeute für die Deutschen gewesen, wenn die jetzt aufgetauchten Canaris-Akten dem Führeroberhaupt in die Hände gefallen wären». Zum Beweis der aufgestellten Thesen werden unter anderem auch Landkarten gezeigt; Landkarten, welche bis heute nicht vollständig validiert sind und teilweise 40 Jahre nach Kriegsende entstanden sind. Kausalzusammenhänge sind hier vorsichtig zu betrachten, was sich auch im Echo schweizerischer Medien zeigte. So sprach beispielsweise die Neue Zürcher Zeitung von einem «Wirbel dank Admiral Canaris». 
Wie war es möglich, dass Deutschland derart leicht ein eigenes Kriegskartenwerk der Schweiz aufbauen konnte? Basierten die Kartographierungsbestrebungen auf konkreten Angriffsplänen? In welchem zeitlichen Ablauf wurde die Deutsche Heereskarte erstellt? Diese und weitere Fragen sind Gegenstand aktueller Forschung.